# Thomas Dietrich
Pour les articles homonymes, voir Dietrich.
Œuvres principales
- Là où la terre est rouge
- Les Enfants de Toumaï

Thomas Dietrich, né le 25 juin 1990 à Altkirch (Haut-Rhin), est un romancier, journaliste et haut fonctionnaire français.

## Biographie
Thomas Dietrich obtient un master en affaires publiques à l'Institut d'études politiques de Paris en 2014.
Ses deux romans ont pour cadre le continent africain, où il a vécu et travaillé. Le premier, Là où la terre est rouge, est publié en 2014 chez Albin Michel. Il raconte le parcours d'un jeune européen asocial et mal dans sa peau qui, par le plus grand des hasards, va se retrouver conseiller d'un président africain. La République du Tshipopo évoquée dans son roman ressemble à maints égards à la République centrafricaine, un pays que l'auteur connaît bien. Là où la terre est rouge est sélectionné pour de nombreux prix littéraires et reçoit le Prix Folire. Il devient délégué général de ce prix en 2015.
Son second roman, Les Enfants de Toumaï, a cette fois pour cadre le Tchad et narre une histoire d'amour impossible entre une jeune musulmane du nord du pays et un étudiant du sud, de parents chrétiens. Ce livre est à mettre en résonance avec l'engagement de l'auteur, qui entend s'opposer au régime contesté du président tchadien Idriss Deby Itno. En janvier 2015, sur TV5 Monde, il accuse ce dernier d'avoir soutenu « pendant de nombreuses années » la secte islamiste Boko Haram. L'information est relayée et étayée par Mediapart, mais reste néanmoins sujette à caution[réf. souhaitée]. 
Thomas Dietrich est le porte-parole d'un mouvement d'opposition tchadien, le Mouvement du 3 février (M3F), qui entend poursuivre l'action pacifique du leader disparu de l'opposition démocratique, Ibni Oumar Mahamat Saleh. Le 17 avril 2016, alors qu'il était venu apporter son soutien à l'opposition et à la société civile tchadiennes à l'occasion des élections présidentielles, Thomas Dietrich est arrêté à Ndjamena (capitale du Tchad) par la police politique du régime, l'Agence nationale de sécurité (ANS). Il est expulsé le lendemain vers le Cameroun sur décision du Ministre de la sécurité publique, non sans avoir été physiquement maltraité. En décembre 2016, il est à nouveau arrêté mais cette fois au nord du Niger, à Agadez. Les autorités nigériennes, en bons termes avec Idriss Deby, disent vouloir l'empêcher de « déstabiliser le Tchad ». L'auteur accuse quant à lui le président tchadien d'être le commanditaire de son arrestation, tout en réitérant son engagement pacifique aux côtés de l'opposition. Il est expulsé vers la France le 23 décembre.  
En 2016, Thomas Dietrich est élu Président d'honneur de l'association des écrivains tchadiens. Il crée et parraine le Prix de la nouvelle "Les enfants de Toumaï", un concours littéraire à destination de la jeunesse tchadienne. La première édition de ce prix se tient en décembre 2016, à Ndjamena. 
Thomas Dietrich dénonce régulièrement la persistance des réseaux françafricains. Dans un article pour une revue de Sciences Po, il défend la thèse d'une intervention française en Centrafrique qui ne serait pas motivée par des motifs humanitaires, mais bien économiques et géostratégiques. En février 2016 sur Europe 1, il s'en prend au financement de la vie politique française par les « dictateurs » africains, et dont les deux pivots seraient le président du Tchad, Idriss Deby, et le président du Congo-Brazzaville, Denis Sassou-Nguesso. 
Thomas Dietrich travaille de mars 2015 à février 2016 au Ministère des affaires sociales, de la santé et des droits des femmes à Paris. Il est responsable du secrétariat général de la Conférence nationale de santé, une instance consultative composée de l'ensemble des acteurs du champ de la santé et chargée d'orienter les politiques publiques dans ce domaine. Il démissionne de son poste le 19 février 2016 en publiant une contribution à un rapport de l'Inspection générale des affaires sociales de 28 pages. Il y dénonce notamment « la vaste mascarade » qu'est devenue selon lui la démocratie en santé (à savoir la participation des citoyens à la décision publique en matière de santé). Plusieurs associations de patients et des syndicats de professionnels de santé le qualifient alors de lanceur d'alerte.
En 2018, il annonce être fiché S. En 2020, il annonce la suppression de sa fiche S, après qu'il eut introduit un recours devant la Cour européenne des Droits de l'Homme.

## Œuvre

### Romans
- Là où la terre est rouge, éditions Albin Michel, 2014 
  - Prix Folire 2014
- Les Enfants de Toumaï, éditions Albin Michel, 2016
  - Prix du jeune romancier 2016, Nouveau prix de Yaoundé